# Kościół Podwyższenia Krzyża Świętego w Górze Kalwarii
Kościół Podwyższenia Krzyża Świętego w Górze Kalwarii – rzymskokatolicki kościół filialny należący do dekanatu czerskiego archidiecezji warszawskiej. Nazywany jest kościołem „Na Górce”.
W 1668 roku biskup Stefan Wierzbowski zarządził budowę świątyni zwanej Kaplicą Piłata na specjalnie usypanym wzgórzu. W 1679 roku kościół został konsekrowany przez biskupa poznańskiego Stanisława Witwickiego. W końcu XVIII wieku Kaplica Piłata została przebudowana w stylu barokowym przez biskupa Remigiusza Zambrzyckiego, sufragana kijowskiego. W 1791 roku szczątki biskupa Wierzbowskiego, fundatora Kaplicy Piłata i miasta Góra Kalwaria zostały złożone w podziemiach kościoła. W 1879 roku rozbudowana świątynia otrzymała prawa kościoła parafialnego i wezwanie Podwyższenia Krzyża Świętego. W 1989 roku kościół został odbudowany i ponownie zaczęto w nim odprawiać nabożeństwa. Obecnie świątynia służy duszpasterstwu młodzieży prowadzonemu przez księży marianów.
W świątyni można zobaczyć gotycką woskową Pietę z końca XVI wieku, sarkofag biskupa Wierzbowskiego, dwa obrazy namalowane przez Federica Barocciego w końcu XVII wieku: „Przybicie do krzyża” i „Zdjęcie z krzyża”, barokowy krzyż i barokową figurę Chrystusa Ubiczowanego.